# Moulin flottant

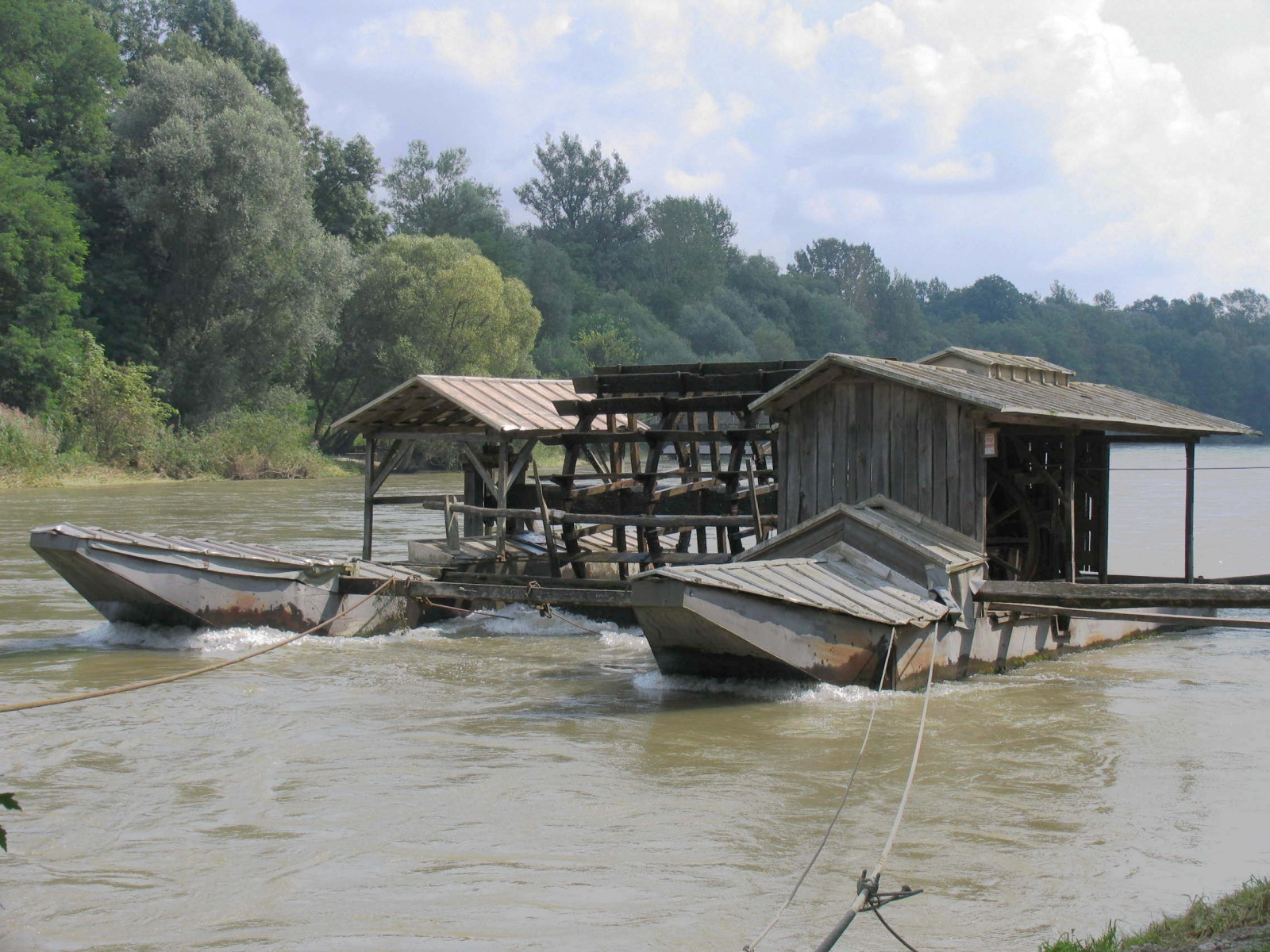
Moulin flottant sur la rivière Mur près de Verzej en Slovénie

Un moulin flottant (syn. moulin-nef ou moulin bateau), est un moulin à eau installé sur un bateau dans le cours d'une rivière ou d'un fleuve et qui peut donc se déplacer pour profiter du meilleur courant. Installés sur les fleuves traversant les villes, mais gênant le trafic des bateaux, leur nombre et position étaient réglementés.

## Description
Un moulin flottant se présente comme une sorte de bateau à aubes rustique. Mais il fonctionne de façon exactement inverse : ce ne sont pas les roues à aubes qui font avancer le bateau. Le moulin flottant est immobile, le courant de la rivière fait tourner la (ou les) roue(s) pour actionner soit des meules s'il s'agit d'un moulin, soit un banc de coupe s'il s'agit d'une scierie .
Les moulins flottants recherchent un fort courant dans des passes, un lit de la rivière ou sous un pont comme le pont aux Meuniers à Paris. Ils sont immobilisés par une ancre au fond de la rivière ou par des chaînes fixées sur la rive, sur un pieu enfoncé dans le lit de la rivière ou sur un pont .
L'avantage du moulin flottant est de pouvoir se déplacer pour rechercher un fort courant. Son inconvénient est un rendement énergétique plus faible que celui d'un moulin fixe, ainsi qu'un accès pas toujours commode. Un autre inconvénient est la gêne pour la navigation qui entraine souvent des accidents et des procès, notamment quand un bateau heurte non pas le moulin mais la chaine de fixation immergée .

## Histoire
En 1783, l'Intendance de Bordeaux qui désigne les emplacement des moulins flottants et réglemente leurs activités signale que sur 22 moulins flottants, 8 ont un emplacement désigné, 4 ne gênent pas la navigation et 10 y font obstacle .

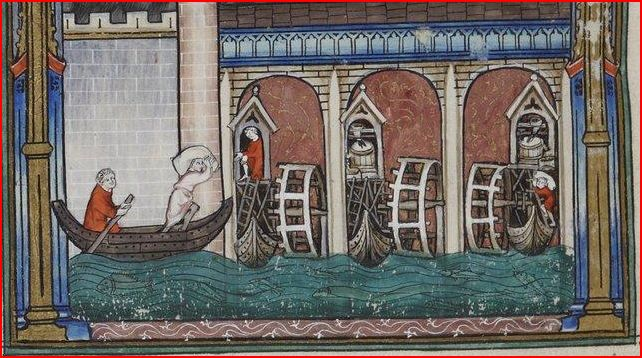
Moulins flottants sous un pont à Paris

Il existe de nombreux modèles de moulins flottants  :
- Roue sur un côté du bateau. Avec parfois une foraine ou foirine : un petit bateau flotteur au-delà de la roue pour éviter que le bateau ne pivote.
- Une roue de chaque côté
- Bateau à deux coques, comme un catamaran, avec la roue entre les deux

De nombreux moulins flottants ont été installés sur les fleuves et rivières d'Europe centrale : Elbe, Rhin, Danube, Mur, Weser. Certains ont été conservés jusqu'à nos jours.
Les moulins flottants disparaissent dans la seconde moitié du XIXe siècle en raison de l'augmentation du trafic fluvial et du développement des minoteries modernes .
« la verdoyante Peters-Aue qui s'élève au-dessus des flots, les moulins flottans, enfin le pont de bateaux unissant deux rives que la politique avait divisées au commencement de ce siècle »
— Jean Baptiste Arnoud,Louis Philippe A. Bichebois, Souvenirs pittoresques du Rhin, 12 vues lithogr. d'après des dessins par Arnoud, Bichebois et Deroy (Francfort, 1826)

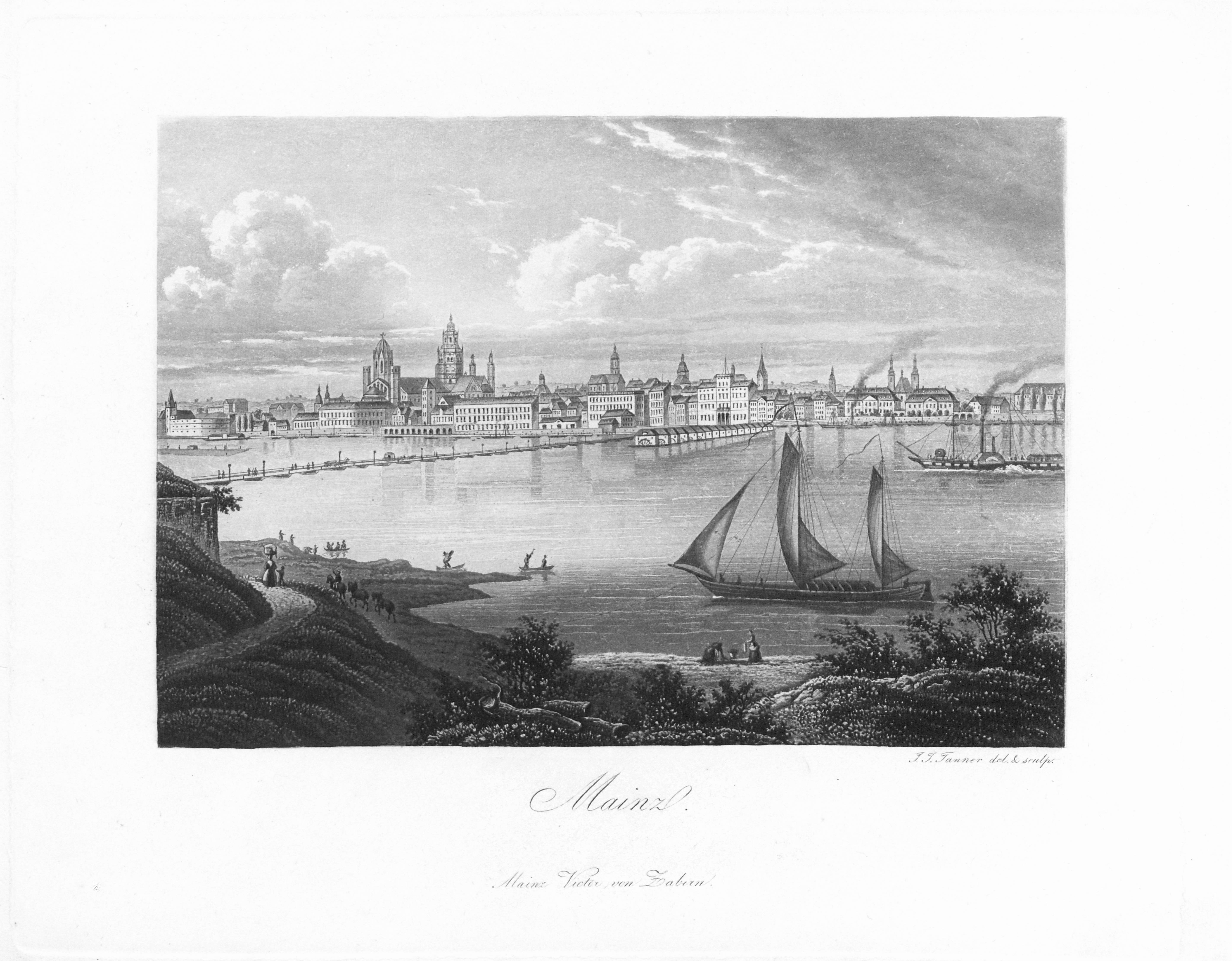
Moulins flottants à Mayence

Sur la Loire, les moulins flottants pouvaient prendre le nom de « moulin à bac », le bac étant celui des deux éléments flottants et encadrant la roue à aubes qui porte les meules. Quatorze moulins flottants ont été recensés en 1785 à Orléans.

### Moulins flottants du Rhône

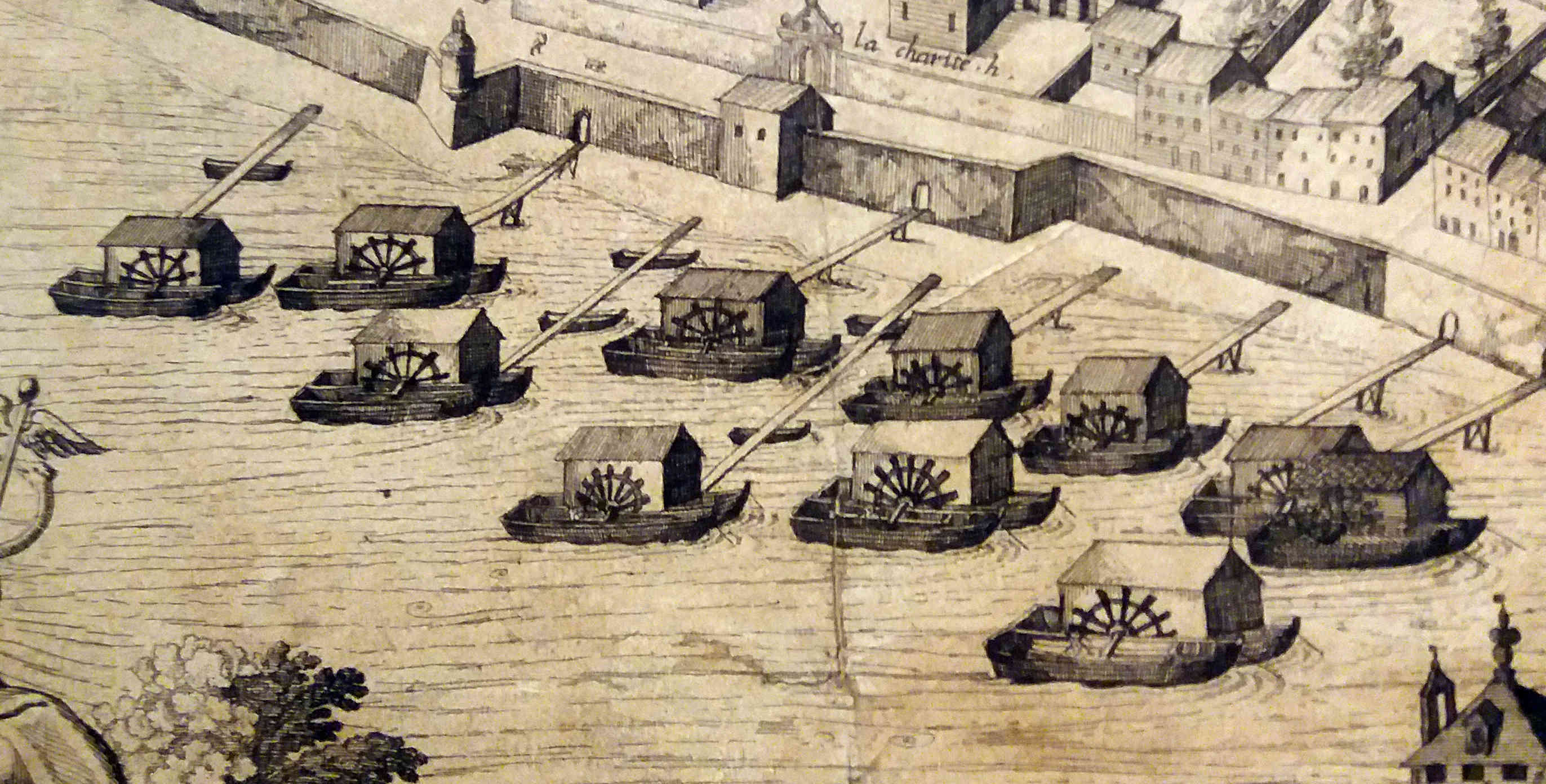
Des moulins flottants à Lyon au XVIIe siècle.

La ville de Lyon a fabriqué la plus grande partie de sa farine sur des moulins flottants entre le XIVe siècle et la fin du XIXe siècle. Deux types étaient utilisés : des bateaux à une ou deux roues à aubes, ou deux bateaux tenant entre eux une roue large. En 1854, un gros moulin qui a rompu ses amarres a emporté le pont Saint-Clair.